# O le Aeto (Schiff)
Die O le Aeto war ein Bereisungsboot der Regierung in der Kolonie Deutsch-Samoa.

## Geschichte
Die O le Aeto wurde in Auckland (Neuseeland) gebaut und war seit dem 26. Januar 1902 in Apia (Samoa) stationiert. Der samoanische Schiffsname bedeutet im Deutschen Der Adler. Das Schiff diente vorwiegend zur Durchführung von Dienstreisen des Gouverneurs Wilhelm Solf. Bei Bedarf sollte es auch zur Überwachung der Zollgrenzen eingesetzt werden. Auch ein Einsatz zum allgemeinen Verkehr innerhalb des Inselgebietes wurde erwogen. 
Ein Dynamo mit 100 Volt und 8 Ampere diente der Beleuchtung sämtlicher Schiffsräume. Auf Deck befand sich ein Salon und die Schlafkabine des Gouverneurs. Unter Deck lag die Kajüte des Kapitäns und eines Ingenieurs sowie ein Mannschaftsraum.
Am 2. Dezember 1903 kam es zu einer Explosion eines Benzinbehälters, die das in Apia vor Anker liegende Schiff in Brand setzte und einen Totalschaden verursachte. Es gab keine Toten, aber ein Samoaner erlitt schwere Verbrennungen. Der Verlust war durch eine Versicherung gedeckt.